# Île Coulman
L'île Coulman est une île recouverte d'une calotte glaciaire et composée de plusieurs volcans bouclier. Elle se situe dans la mer de Ross au large de l'Antarctique. Le point culminant y atteint 1 998 mètres.
Découverte en 1841 par James Clark Ross, elle a été nommée du nom de son beau-père, Thomas Coulman.
Au cap Wadworth, un cylindre en métal attaché à un mat rouge, ayant servi de cache à messages par Robert F. Scott en 1902, est classé comme monument historique de l'Antarctique.